# Vlag van Dinxperlo

Vlag van de gemeente Dinxperlo

De vlag van Dinxperlo is het gemeentelijk dundoek van de voormalige Gelderse gemeente Dinxperlo. De vlag werd op 17 augustus 1938 per raadsbesluit aangenomen.
De vlag was ontworpen als defileervlag. Als uitgangspunt werden de kleuren van het wapen van de betreffende provincie genomen, voor Gelderland was dat geel-blauw. Deze werden in horizontale banen in de vlag verwerkt De beschrijving luidt: "Twee banen van geel en blauw, met op het midden aan de broekzijde het gemeentewapen" De vlag bestaat uit twee banen van gelijke hoogte. De bovenste baan is geel en de onderste is blauw. Op de scheiding aan de zijde van de vlaggenmast, de zogenaamde broekingzijde, staat het gemeentelijk wapen afgebeeld. De scheiding in het wapen op de scheiding van de twee banen van de vlag. 
De gemeente Dinxperlo is op 1 januari 2005 opgegaan in Aalten. Hierdoor is de gemeentevlag van Dinxperlo komen te vervallen.
Ammerzoden 
· Angerlo 
· Batenburg 
· Beesd 
· Bemmel 
· Bergh 
· Bergharen 
· Beusichem 
· Borculo 
· Brakel 
· Didam 
· Dinxperlo 
· Dodewaard 
· Dreumel 
· Echteld 
· Eibergen 
· Elst 
· Ewijk 
· Geldermalsen 
· Gendringen 
· Gendt 
· Gorssel 
· Groenlo 
· Groesbeek 
· Hedel 
· Heerewaarden 
· Hemmen 
· Hengelo 
· Herwen en Aerdt 
· Heteren 
· Heukelum 
· Hoevelaken 
· Horssen 
· Huissen 
· Hummelo en Keppel 
· Hurwenen 
· Kerkwijk 
· Kesteren 
· Laren 
· Lichtenvoorde 
· Lienden 
· Lingewaal 
· Maurik 
· Millingen aan de Rijn 
· Neede 
· Neerijnen 
· Overasselt 
· Rijnwaarden 
· Rossum 
· Ruurlo 
· Steenderen 
· Ubbergen 
· Valburg 
· Vorden 
· Wadenoijen 
· Wamel 
· Warnsveld 
· Wehl 
· Wisch 
· Zelhem 
· Zoelen